# Лесегрі

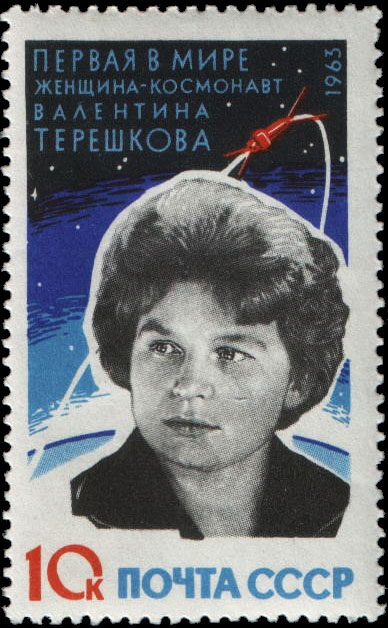
Марка СРСР (1963, 10 копійок) роботи Лесегрі з портретом В. Терешкової

Лесегрі (рос. Лесегри) — колективне ім'я трьох радянських художників (Бориса Лебедєва, Леонарда Сергєєва і Марка Грінберга) поштових марок, листівок, сірникових етикеток, плакатів, які працювали в творчому союзі з 1957 року.

## Творчість в філателії
Художниками Лесегрі створений цілий ряд знаків поштової оплати СРСР (ЦФА [ІТЦ «Марка»] № 2671—2674, 2753, 2761, 2852—2854, 2871, 2888—2891, 2926—2931, 2947, 2968—2970, 3055, 3089, 3091—3095, 3098, 3110—3112, 3115, 3122, 3176—3178, 3389—3391, 3441, 3458—3460, 3492, 3560, 3574—3578, 3619, 3654-3658, 3660 та інші).

Деякі поштові марки&nbsp;СРСР&nbsp;художників Лесегрі
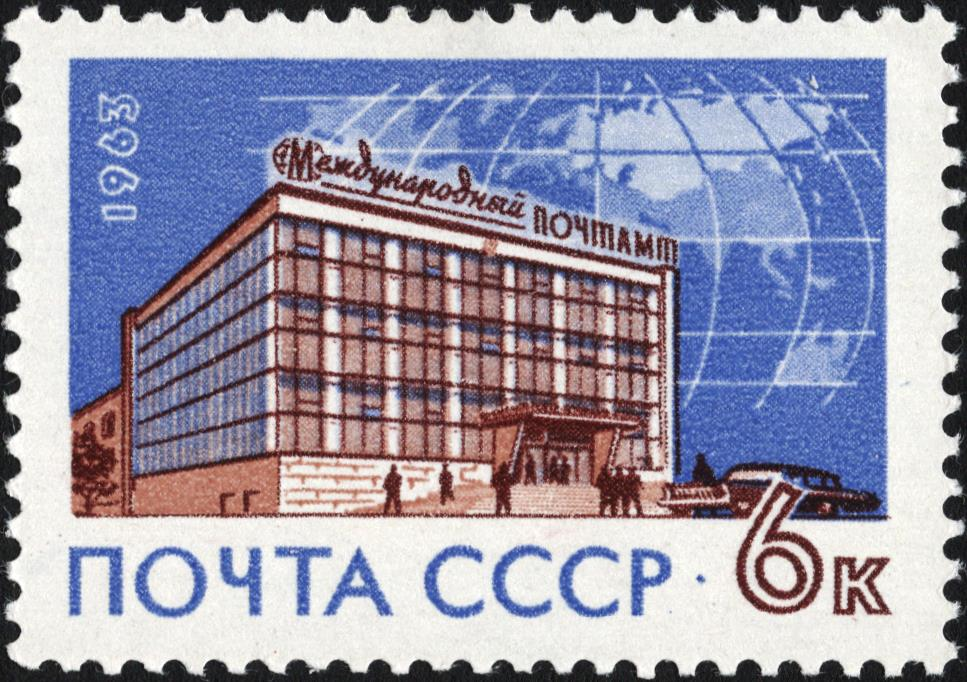
Міжнародний поштамт (1963, 6 копійок) (Mi #2762)
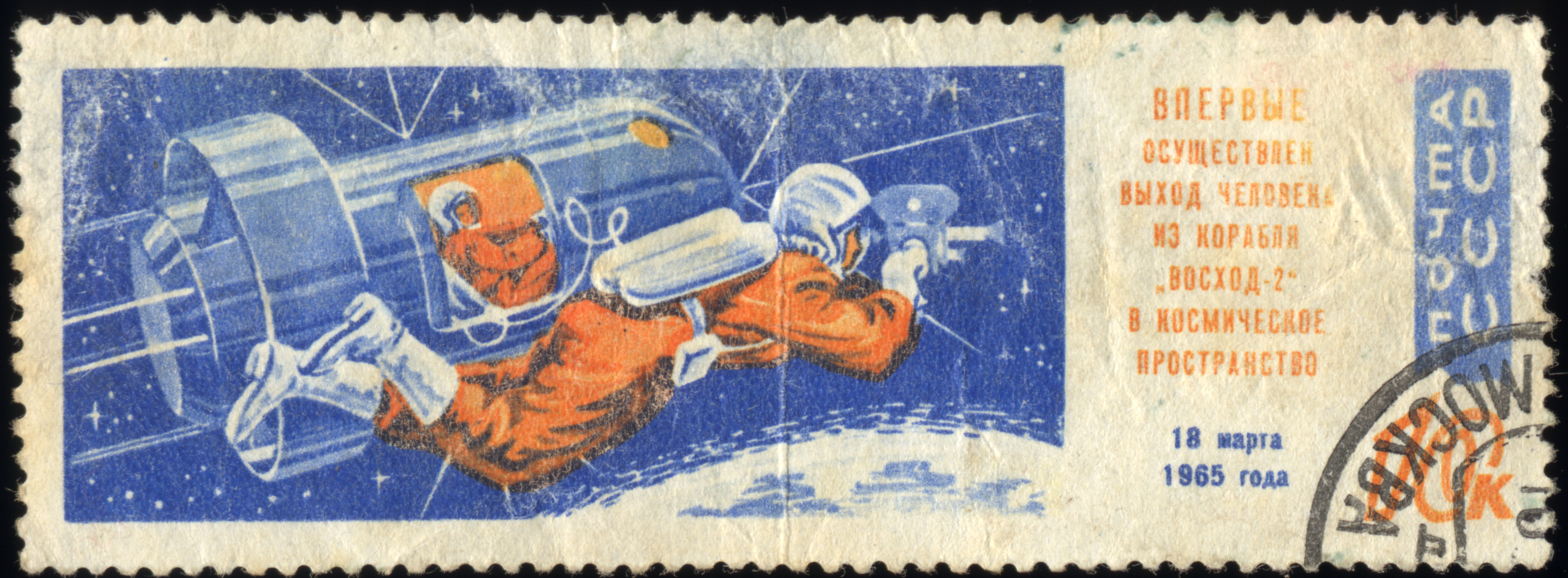
«Восход-2». Перший вихід людини у відкритий космос (1965, 10 копійок) (Mi #3032A)
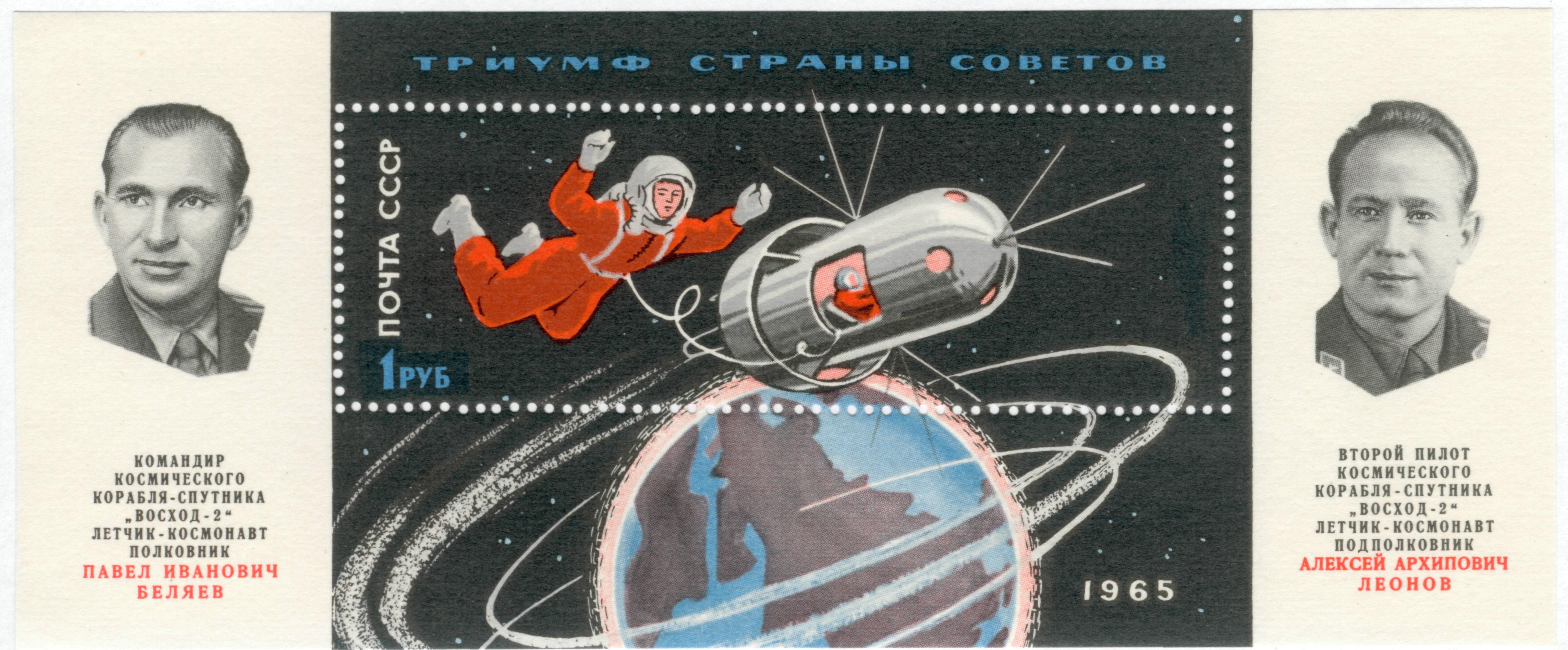
Тріумф Країни Рад. Корабель-супутник «Восток-2» (поштовий блок, 1965, 1 рубль) (Mi #Block38 (3041))
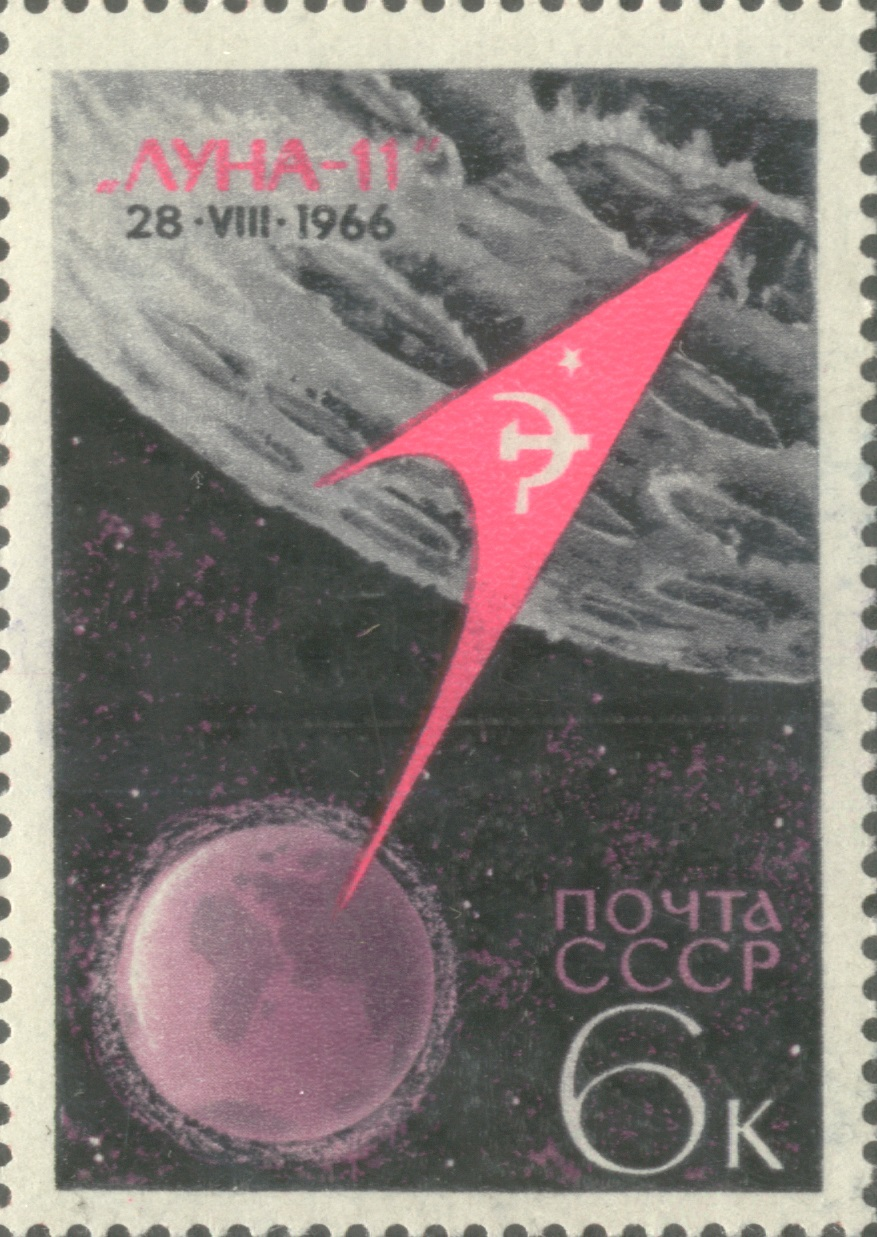
Політ другого супутника Місяця «Луна-11» (1966, 6 копійок) (Mi #3311)
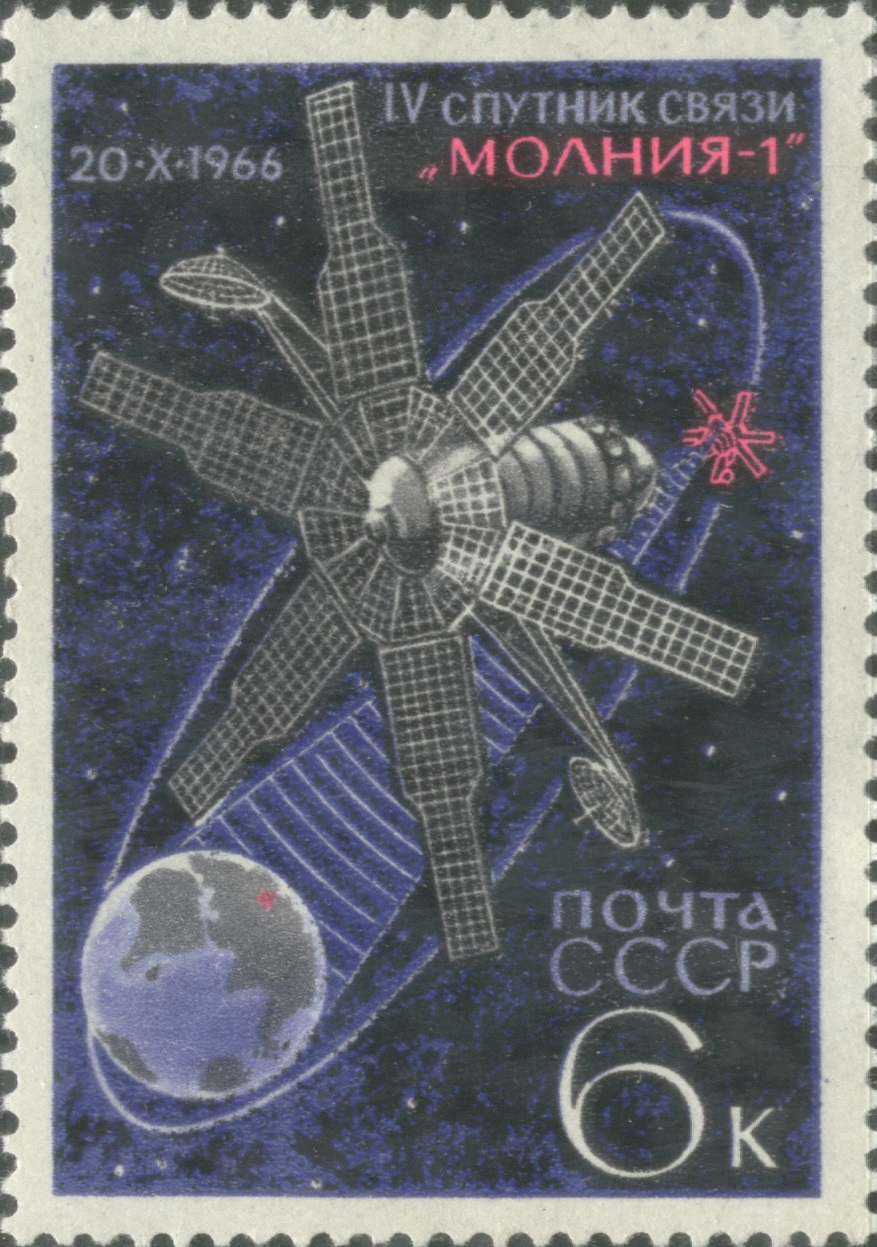
Супутник зв'язку «Молнія-1» (1966, 6 копійок) (Mi #3312)
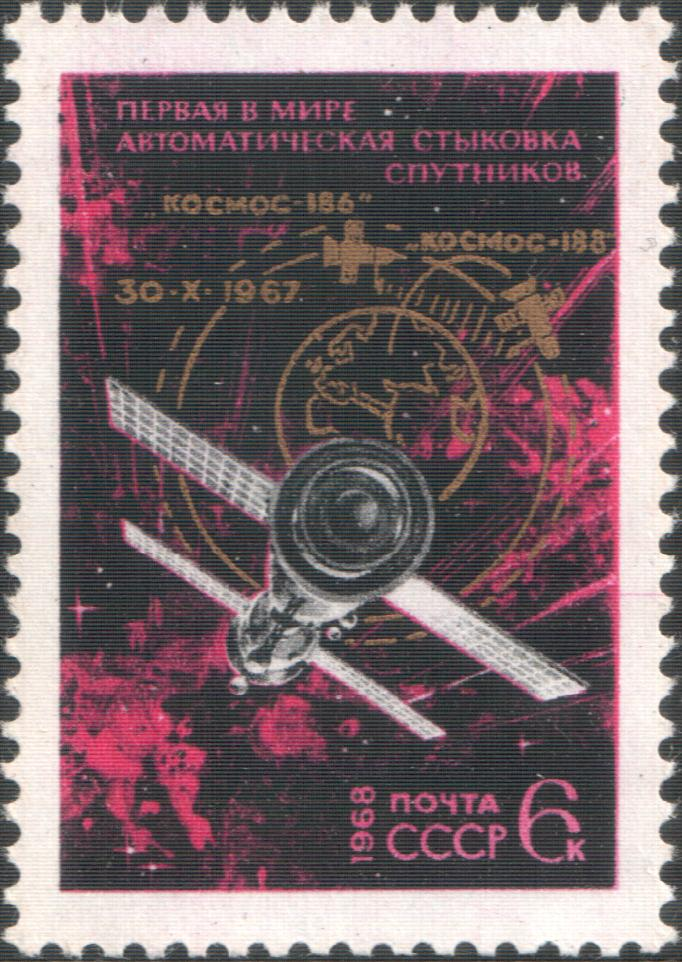
Перша в світі автоматична стиковка супутників «Космос-186» і «Космос-188» (1968, 6 копійок) (Mi #3477)